# Wadsim Suschko
Wadsim Iwanawitsch Suschko (belarussisch Вадзім Іванавіч Сушко, russisch Вадим Иванович Сушко/Wadim Iwanowitsch Suschko; * 27. April 1986 in Nawapolazk, Weißrussische SSR) ist ein belarussischer Eishockeyspieler, der seit 2009 beim HK Schachzjor Salihorsk in der  belarussischen Extraliga unter Vertrag steht.

## Karriere
Wadsim Suschko begann seine Karriere als Eishockeyspieler in der Jugend von Chimik-SKA Nawapolazk, für dessen Profimannschaft er in der Saison 2003/04 sein Debüt in der belarussischen Extraliga gab. Anschließend wechselte er zum HK Dinamo Minsk, mit dem er in der Saison 2006/07 zum ersten Mal in seiner Laufbahn Belarussischer Meister wurde, wobei in vier Playoff-Spielen für die Hauptstädter auf dem Eis stand. Den Großteil der Saison verbrachte der Verteidiger jedoch bei deren zweiter Mannschaft in der zweiten belarussischen Liga. Für Dinamo Minsk bestritt der Linksschütze in der Saison 2008/09 in der neugegründeten Kontinentalen Hockey-Liga acht Spiele, ehe er an den Stadtrivalen HK Keramin Minsk aus der Extraliga abgegeben wurde, wo er die Spielzeit beendete.
Seit der Saison 2009/10 spielt Suschko für den Extraliga-Teilnehmer HK Schachzjor Salihorsk.

### International
Für Belarus nahm Suschko an den U18-Junioren-Weltmeisterschaften 2003 und 2004 sowie der U20-Junioren-Weltmeisterschaft 2005 teil.

## Erfolge und Auszeichnungen
- 2007 Belarussischer Meister mit dem HK Dinamo Minsk

## Statistik
(Stand: Ende der Saison 2010/11)